# Rodziewszczyzna (sielsowiet Wołożyn)
Rodziewszczyzna (biał. Родзеўшчына; ros. Родевщина) – wieś na Białorusi, w obwodzie mińskim, w rejonie wołożyńskim, w sielsowiecie Wołożyn.
W II poł. XIX w. zamieszkiwane przez prawosławnych i katolików, z przewagą tych pierwszych. W dwudziestoleciu międzywojennym leżała w Polsce, w województwie nowogródzkim, w powiecie wołożyńskim.